# David F. Hendry

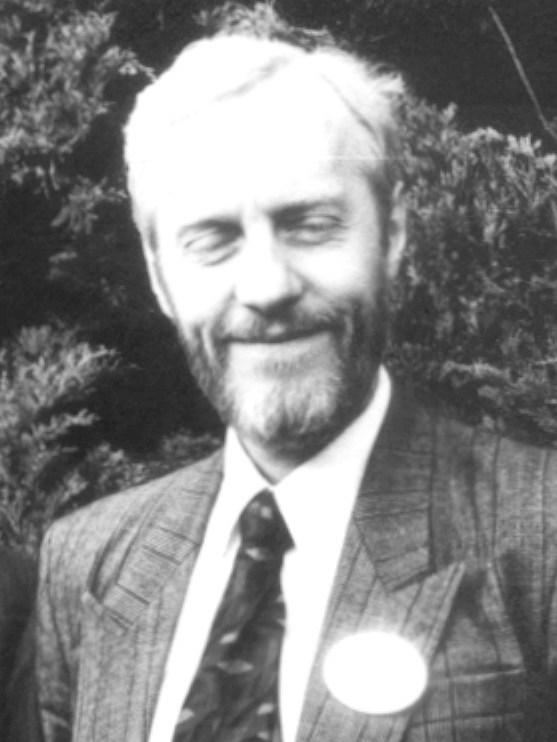
David F. Hendry, 1992

David F. Hendry (* 6. März 1944 in Nottingham) ist ein britischer Ökonometriker.
Hendry promovierte 1970 an der London School of Economics and Political Science. Zurzeit ist er Professor in Oxford und Fellow des berühmten Nuffield College.
Seine Spezialisierung ist in dem Bereich der Prognose. Hendry hat ca. 20 Bücher und zahlreiche Artikel veröffentlicht. 1987 wurde er Mitglied (Fellow) der British Academy. 1994 wurde er in die American Academy of Arts and Sciences gewählt.
Er arbeitet viel mit seinen Kollegen Michael Clements und Jürgen Doornik zusammen. Hendry, Doornik und Krolzig haben eine Reihe von ökonometrischen Computerprogrammen geschrieben. Da er Clive W. J. Granger und Robert F. Engle sehr nahestand, war seine Nichtauszeichnung mit dem Nobelpreis für Wirtschaftswissenschaften (2003) eine Enttäuschung. Seit 2013 zählt ihn Thomson Reuters aufgrund der Zahl seiner Zitationen trotzdem zu den Favoriten auf einen Nobelpreis (Thomson Reuters Citation Laureates).

## Bücher
- M. P. Clements und D. F. Hendry: Forecasting Economic Time Series. Cambridge University Press, Cambridge 1998, ISBN 0-521-63480-6.
- M. P. Clements und D. F. Hendry: Forecasting Non-stationary Economic Time Series. MIT Press, Cambridge, Mass. 1999.